# 28丁目駅 (IRTレキシントン・アベニュー線)
28丁目駅（28ちょうめえき、英: 28th Street）はマンハッタン区のローズ・ヒルとキップス・ベイに跨がる28丁目とパーク・アベニュー・サウスの交差点に位置するニューヨーク市地下鉄IRTレキシントン・アベニュー線の駅である。4系統が深夜のみ、6系統が終日、<6>系統が平日20時45分迄の混雑方向に停車する。また、ニューヨークライフビルの最寄り駅であり、南行ホームへの階段の1つは同ビル内へ接続している。

## 歴史
1904年のニューヨーク市地下鉄が最初に開業した際から使用されている。1948年4月13日に23丁目駅および33丁目駅とともにホームの延伸が行われた。
2015-2019年の投資計画で、MTAは地下鉄内で老朽化している31駅の中に当駅を挙げ、これにより最大6か月間休止して全面的な改装を行い、USBチャージャーやWi-Fiの設置、壁面や照明の交換が行われた。2018年1月にNYCTは当駅と23丁目駅、57丁目駅及び34丁目-ペン・ステーション駅（IRTブロードウェイ-7番街線の駅とIND8番街線の駅の2駅とも）の改装工事の要求を許可、同年2月にはMTA取締役会はJudlau Contracting社と1億2500万ドルの契約を結んだ。これを受けて、当駅は改装のため2018年7月16日から12月頃まで休止される予定であったが、構造物に問題があったため翌2019年1月に再開するよう計画が変更された。最終的には同年1月14日に営業を再開した。

## 駅構造
| G          | 地上階                         | 出入口 |
| P ホーム階 | 相対式ホーム、右側のドアが開く | 相対式ホーム、右側のドアが開く |
| P ホーム階 | 北行緩行線                     | ← 深夜帯：ウッドローン駅行き（33丁目駅） ← 平日午後：パークチェスター駅行き（33丁目駅） ← 平日午後以外：ペラム・ベイ・パーク駅行き（33丁目駅） ← 平日午後：ペラム・ベイ・パーク駅行き（33丁目駅） |
| P ホーム階 | 北行急行線                     | ← 深夜帯以外：通過 |
| P ホーム階 | 南行急行線                     | → 深夜帯以外：通過 → |
| P ホーム階 | 南行緩行線                     | → 深夜帯：ニューロッツ・アベニュー駅行き（23丁目駅）→ ブルックリン・ブリッジ-シティ・ホール駅行き（23丁目駅）→ 平日午前：ブルックリン・ブリッジ-シティ・ホール駅行き（23丁目駅）→                 |
| P ホーム階 | 相対式ホーム、右側のドアが開く | |

当駅は相対式ホーム2面4線の地下駅で、中央に位置する急行線は両側にある緩行線より深い位置にある。改札はホーム階に位置し、改札内にはホーム間の連絡通路がない。しかし過去にはあったが、現在は閉鎖されていて開放されていないと出札口に案内板がある。これは前述の改装工事でも開放されないままとなっている。駅員詰所は他の駅のと異なりタイル壁の中にある。駅には装飾品として1996年の改築時に設置された『Seven Ways 4 Twenty-Eighth』というガラス製のブロック壁が改札にあるほか、2019年にはNancy Blum制作のアートワーク『Roaming Underfoot』がホームに設置された。また23丁目駅にあるものに似た変わった駅名標が改札にある。
当駅は2005年にアメリカ合衆国国家歴史登録財に指定された。

### 出口
南行ホームにのみエレベーターが接続しておりADAに準拠している。北行ホームにエレベーターは接続していない。
| 出口の位置                                         | 数                      | 接続するホーム                   |
| -------------------------------------------------- | ----------------------- | -------------------------------- |
| 28丁目とパーク・アベニューの交差点北西             | 階段1本                 | 南行ホーム                       |
| 28丁目とパーク・アベニューの交差点南西             | 階段1本 エレベーター1基 | 南行ホーム                       |
| 28丁目とパーク・アベニューの交差点北東             | 階段2本                 | 北行ホーム                       |
| 28丁目とパーク・アベニューの交差点南東             | 階段2本                 | 北行ホーム                       |
| 372 パーク・アベニュー・サウス、26丁目と27丁目の間 | 階段1本                 | 南行ホーム（平日7-19時のみ開放） |

## ギャラリー

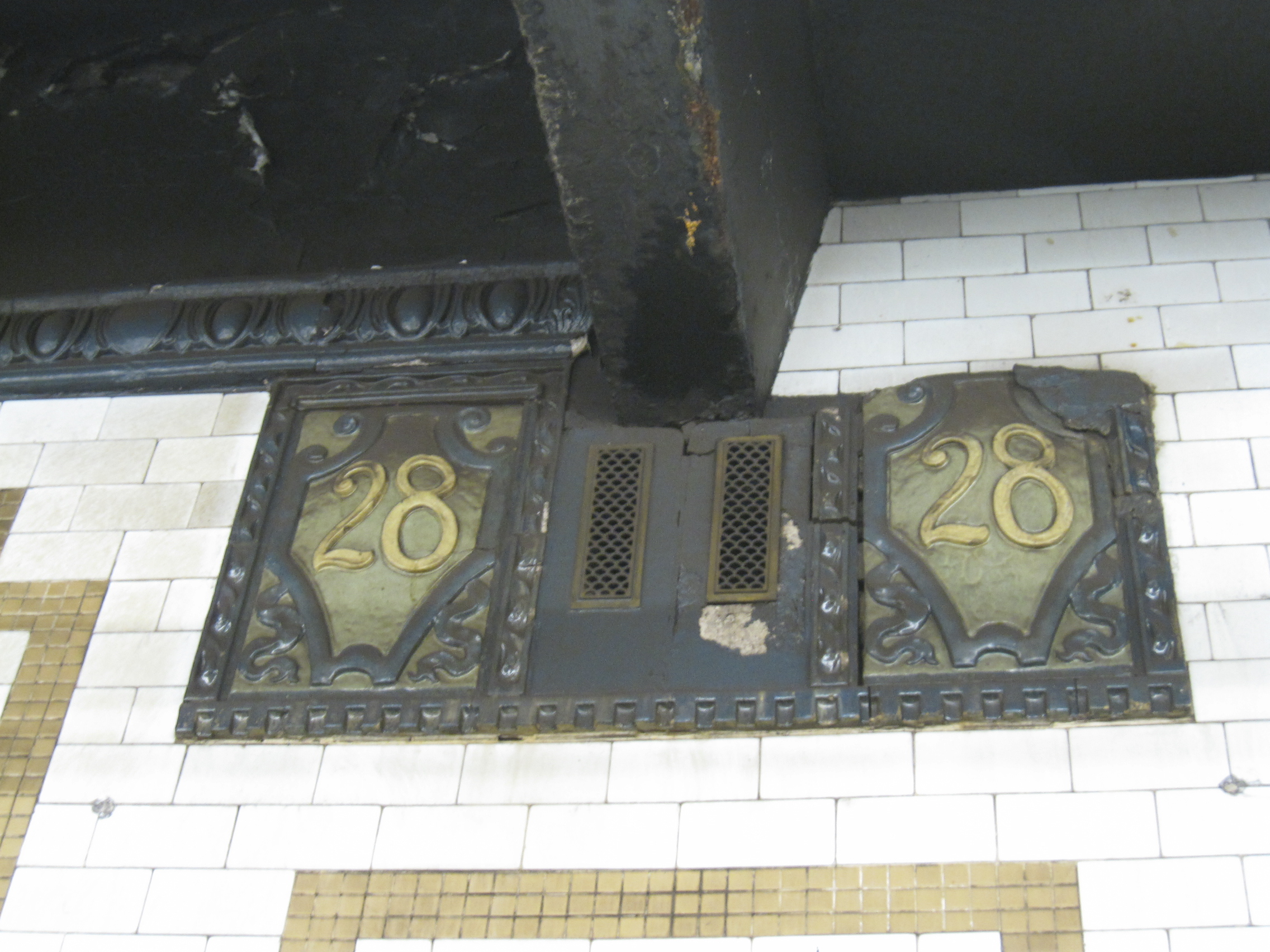
ヘインス・アンド・ラファーグ/グツエビー・ファイナンス社提供の画陶器の盾(1904年)
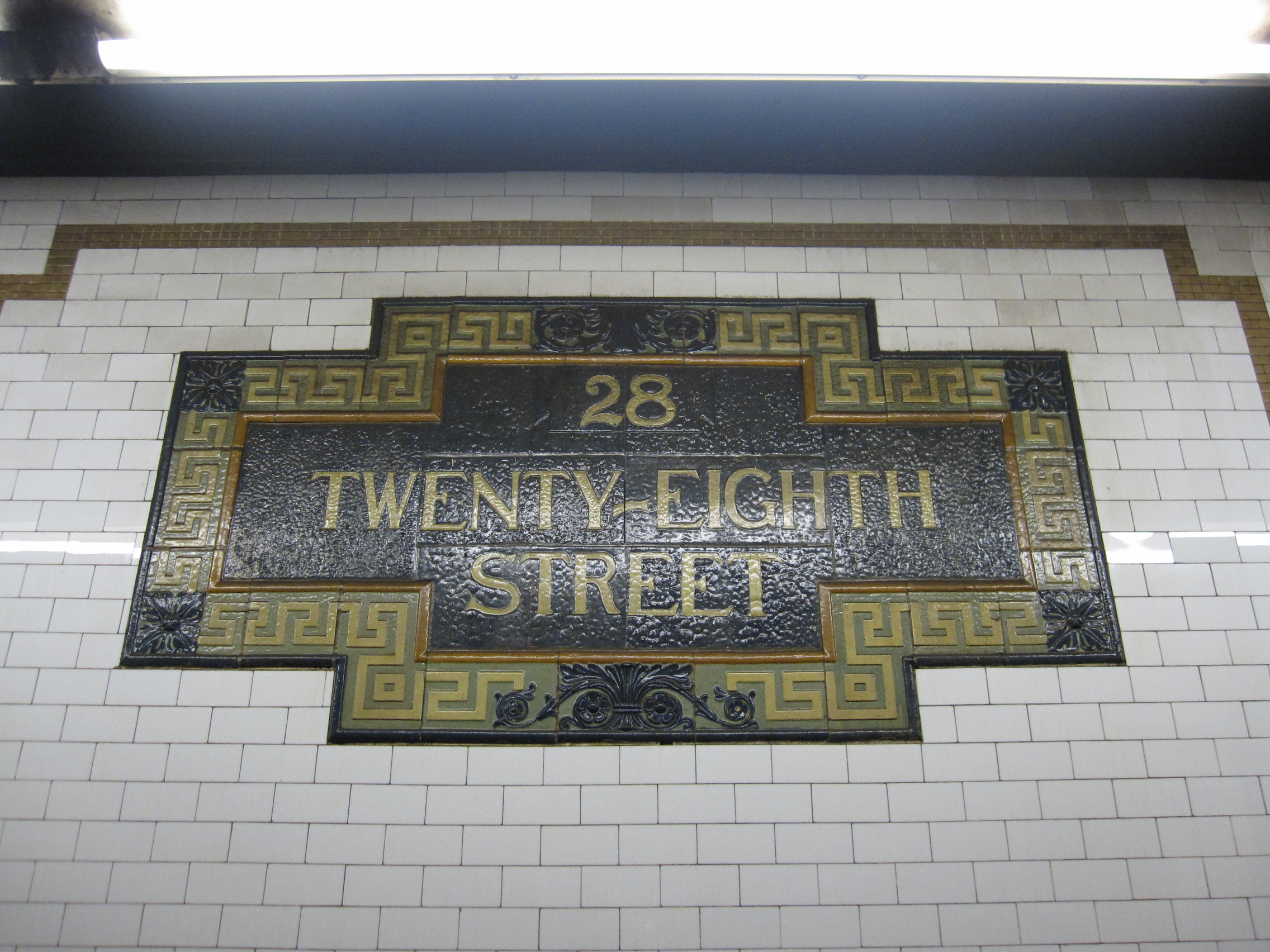
ヘインス・アンド・ラファーグ/グツエビー・ファイナンス社提供の駅名の刻板(1904年)
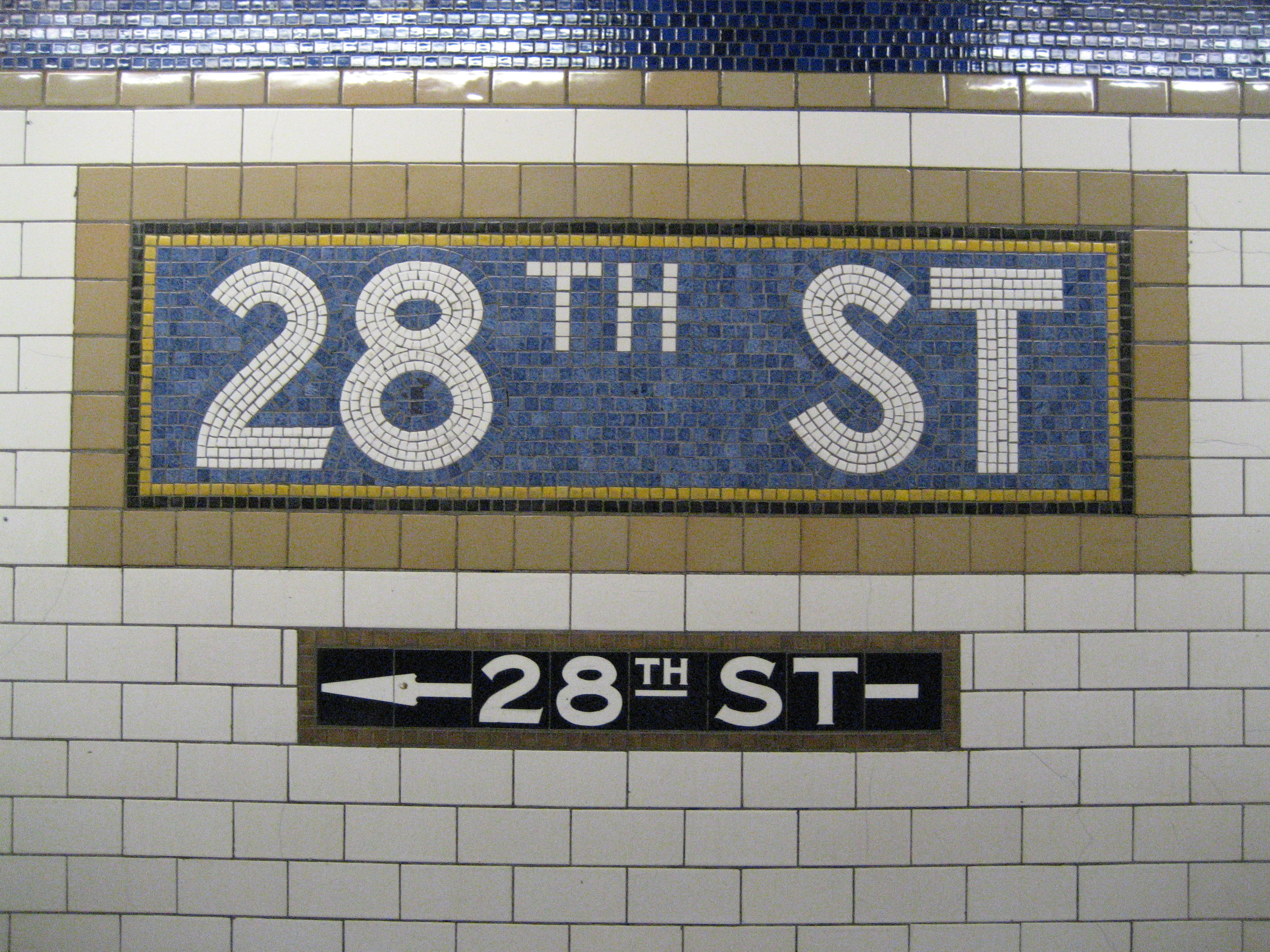
モザイク
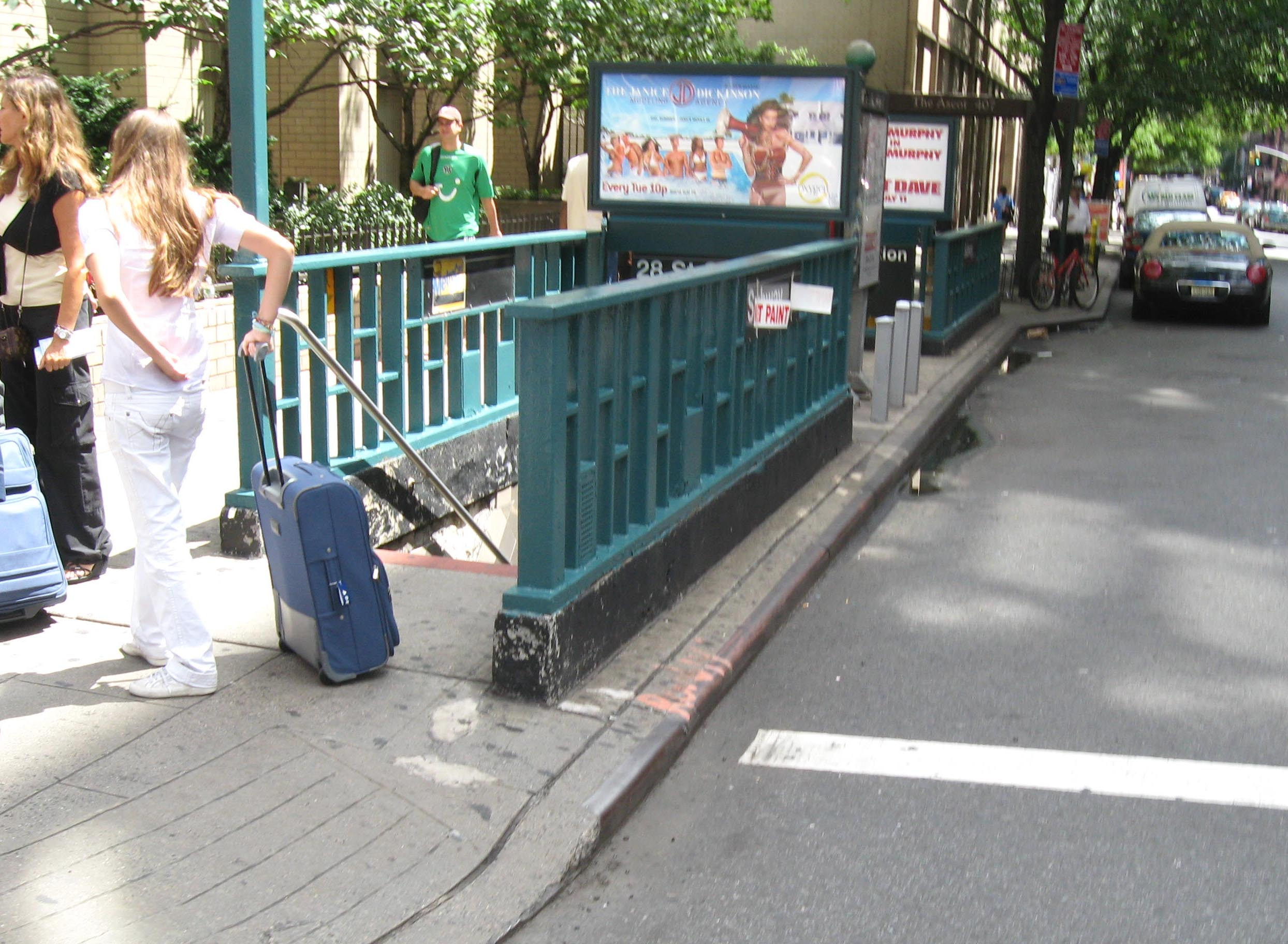
北側の通りへの階段
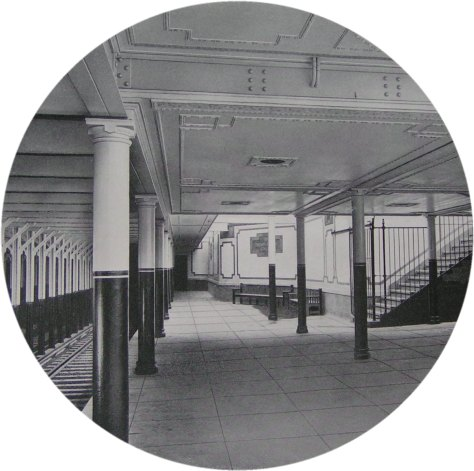
1904年の28丁目駅
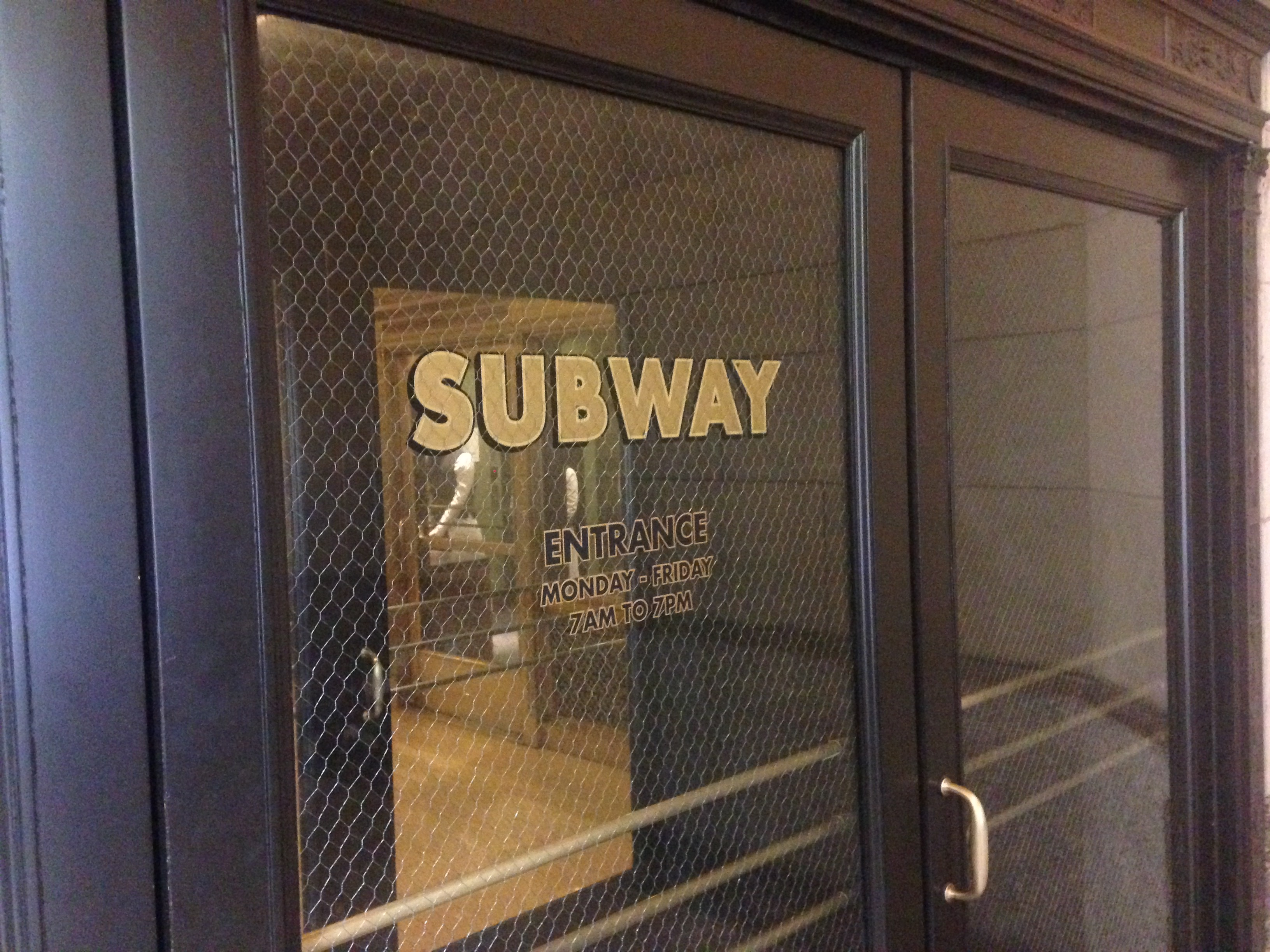
南行ホームへの入口（ニューヨークライフビル内）
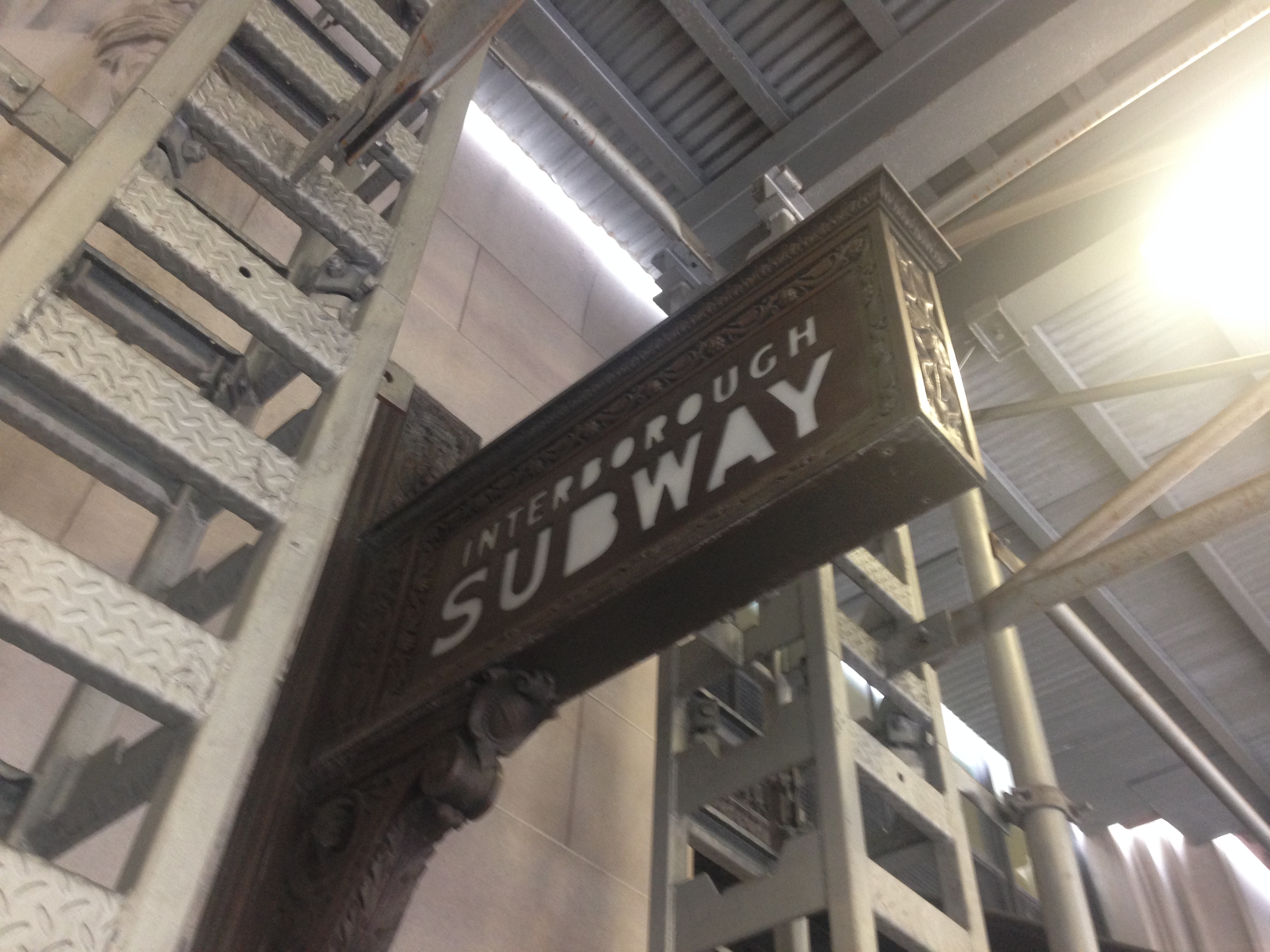
ニューヨークライフビルの外にある"Interborough Subway"の標識